# Distichophyllum carinatum
Distichophyllum carinatum är en bladmossart som beskrevs av Hugh Neville Dixon och W. E. Nicholson 1909. Distichophyllum carinatum ingår i släktet Distichophyllum och familjen Hookeriaceae. IUCN kategoriserar arten globalt som starkt hotad. Inga underarter finns listade i Catalogue of Life.